# Notting Hillbillies
A Notting Hillbillies egy brit blues-country együttes volt, melyet Mark Knopfler, a Dire Straits frontembere, Brendan Croker a 5 O'Clock Shadows-ból és Steve Phillips alapítottak. Turnéik is kizárólag az Egyesült Királyságban zajlottak, London és Közép-Anglia városainak neves koncerttermeiben. Ezen kívül számos jótékonysági kezdeményezésben vettek részt.
Az együttes neve a londoni Notting Hill városrész nevéből és a hillbilly (vidéki, falusi lakos) szóból alkotott szójáték.

## Történet
Az együttes születési időpontjának 1986. május 31-et tekinthetjük, amikor a leedsi The Grove Pubban először lépett fel együtt Knopfler, Croker és Phillips. Angol és amerikai népdalokat, valamint népszerű nótákat játszottak.
1989-ben csatlakozott Guy Fletcher, a Dire Straits billentyűse, basszusgitáron Marcus Cliffe a 5 O'Clock Shadows-ból, dobon pedig a Dire Straits menedzsere, Ed Bicknell. Elkezdődtek a próbák és a lemezfelvétel, majd 1990-ben megjelent az együttes egyetlen albuma, a Missing… presumed having a good time. Április-májusban zajlott az első turné, ezekre a koncertekre már 26-28 számmal készültek, többek közt saját és Dire Straits számokkal: Water of love, Setting me up, Why worry, a hivatalosan csak a következő évben megjelent When it comes to you és a stúdióban fel sem vett I think I love you too much.
Ezután mindenki visszatért az együtteséhez.
1993-ban két jótékonysági koncertre újból összeállt az együttes, Guy Fletcher helyett Alan Clarke-kal a billentyűknél. Ezt az időszakot Knopfler uralta: a két jótékonysági koncerten rengeteg Dire Straits-számot játszottak, közülük a Ticket to heaven és a How long csak ekkor hangzott el élőben.
1996-1997-ben, többek között Knopfler szólóturnéja miatt csupán néhány jótékonysági fellépést vállaltak, 1998-1999-ben aztán következhetett a második turné. A koncert programját részben lecserélték, és ezzel a programmal újra bejárták Dél- és Közép-Angliát.
2002 júliusában a Mark Knopfler & friends néven szervezett jótékonysági koncertek első felére újra összeállt az együttes. A doboknál ekkor Danny Cummings váltotta Bicknellt, és csatlakozott az együtteshez hegedűn Bobby Valentino és szaxofonon Chris White.

## Tagok
- Mark Knopfler gitár, ének
- Brendan Croker gitár, ének
- Steve Phillips gitár, ének
- Guy Fletcher billentyű, ének (kivéve 1993)
- Marcus Cliffe bass
- Ed Bicknell dob (kivéve 2002)
- Alan Clarke billentyű (1993)
- Danny Cummings dob (2002)
- Paul Franklin pedal steel gitár (stúdió, 1990)
- Dave O'Higgins szaxofon (1999)
- Bobby Valentino hegedű (1999, 2002)
- Chris White szaxofon, fuvola (1999, 2002)

## Album
Missing… presumed having a good time (1990)
1. Railroad worksong – 5:30 (trad.)
2. Bewildered – 2:37 (Whitcup/Powell)
3. Your own sweet way – 4:32 (M. Knopfler)
4. Run me down – 2:26 (trad.)
5. One way gal – 3:11 (trad.)
6. Blues stay away from me – 3:50 (A. Delmore/R. Delmore/W. Raney/H. Glover)
7. Will you miss me – 3:52 (S. Phillips)
8. Please baby – 3:51 (trad.)
9. Weapon of prayer – 3:10 (I. Louvin/C. Louvin)
10. That's where I belong – 2:52 (B. Croker)
11. Feel like going home – 4:53 (C. Rich)

Feel like going home (maxi, 1990)
1. Feel like going home
2. Lonesome wind blues